# Vernon Wells

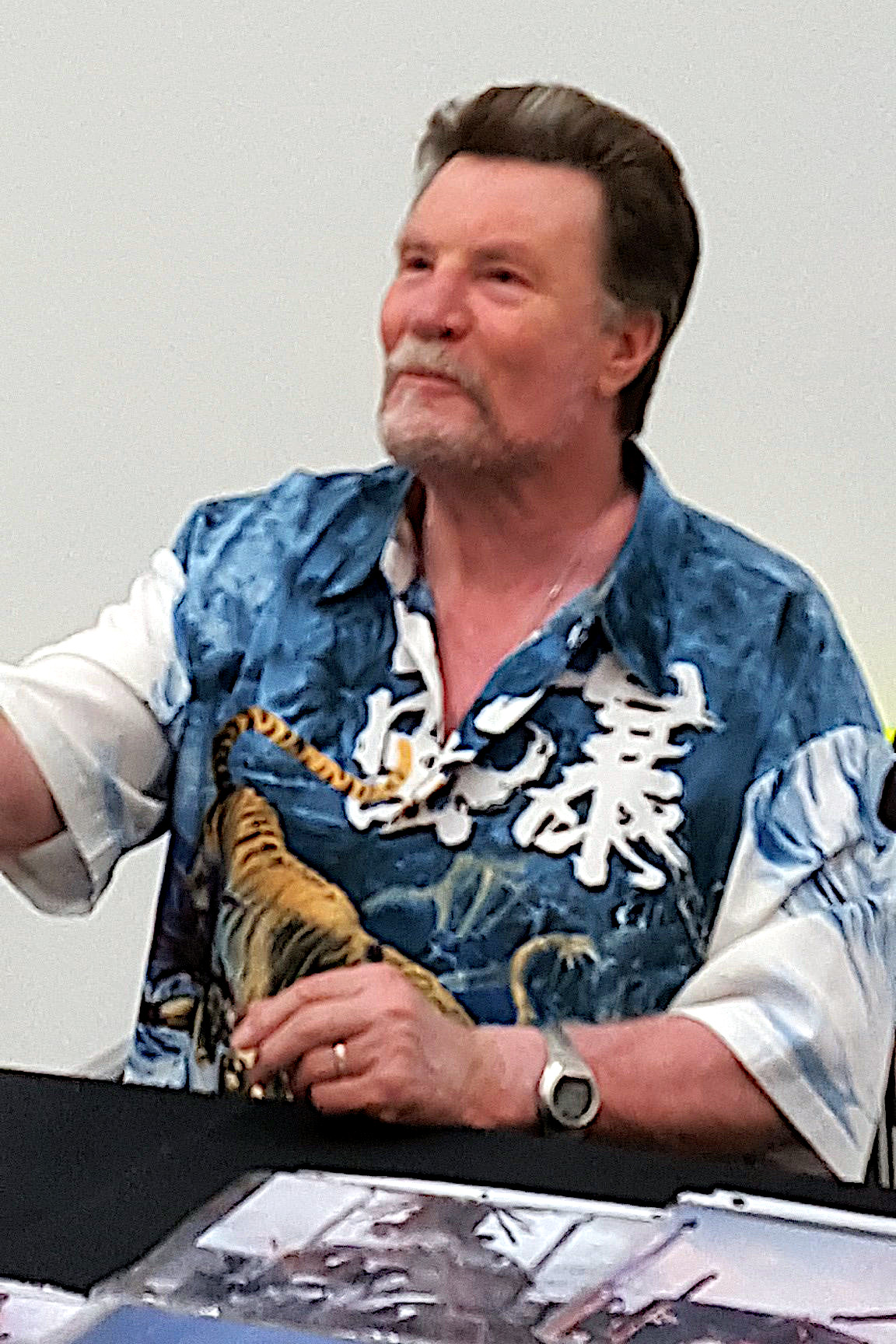
Vernon Wells (2015)

Vernon George Wells (* 31. Dezember 1945 in Rushworth, Victoria) ist ein australischer Schauspieler.

## Karriere
Wells ist seit 1974 als Schauspieler aktiv und war seither in mehr als 170 Film- und Fernsehproduktionen zu sehen.
Zu seinen bekanntesten Filmrollen gehört die des Wez aus Mad Max II – Der Vollstrecker. Er war aber auch in Space Truckers, Die Reise ins Ich, King of the Ants oder L.I.S.A. – Der helle Wahnsinn zu sehen. Außerdem spielte er die Rolle des Haupt-Antagonisten Ransik in Power Rangers Time Force. In dem Actionfilm Phantom-Kommando agierte er als Gegenspieler von Arnold Schwarzenegger.

## Filmografie (Auswahl)
- 1981: Mad Max II – Der Vollstrecker (Mad Max 2. The Road Warrior)
- 1985: Phantom-Kommando (Commando)
- 1985: L.I.S.A. – Der helle Wahnsinn (Weird Science)
- 1985: Fortress
- 1985, 1988: MacGyver (Fernsehserie, 2 Episoden)
- 1986: Knight Rider (Fernsehserie, 1 Episode)
- 1985: Hunter (Fernsehserie, Folge 2x13: War Zone)
- 1987: Die Reise ins Ich (Innerspace)
- 1987: P.I. Private Investigations
- 1988: Last man standing
- 1988: La Partita
- 1988: Sunset
- 1989: American Eagle
- 1989: Circle of Fear
- 1989: Crossing the line
- 1989: Enemy Unseen – Unsichtbare Feinde (Enemy Unseen)
- 1989: Nam Angels
- 1990: Schrimp on the Barbie
- 1990: Security Man
- 1990: Sheng Zhan Feng Yun
- 1992: Sexual Response
- 1993: Fortress – Die Festung (Fortress)
- 1994: 2002: The Reep of Eden
- 1994: Plughead Rewired: Security Man 2
- 1994: Manosaurus
- 1994: Stranglehold
- 1994: T-Force
- 1994: Ultimatum
- 1995: Hard Justice
- 1996: Space Truckers
- 1997: Kick of death
- 1997: Vulcan
- 1998: Bad Pack
- 1998: Billy Frankenstein
- 1998: Misfit Patrol
- 1999: This is Harry Lehman
- 1999: Wasteland Justice
- 2000: Never Look Back
- 2000: Star Force
- 2001: Beneath Loch Ness
- 2001: Education of a Vampire
- 2001: Man with No Eyes
- 2001: Power Rangers: Time Force (Fernsehserie, 38 Episoden)
- 2002: Jumper
- 2002: Killing Point
- 2003: Curse of the Forty-Niner
- 2003: Devils Knight
- 2003: King of the Ants
- 2003: My Gardener
- 2009: Charlie Valentine – Gangster, Gunfighter, Gentleman (Charlie Valentine)
- 2009: Hooligans 2 – Stand Your Ground (Green Street 2: Stand Your Ground)
- 2009: The Butcher – The New Scarface (The Butcher)
- 2010: Schatten Kommando (Shadows in Paradise)
- 2010: Westbrick Murders – Ihr werdet sühnen (Westbrick Murders)
- 2011: The Death & Life of Eddy Betsco
- 2012: Nowhere Else
- 2013: Jurassic Attack
- 2015: Cowboys vs. Dinosaurs
- 2022: Thor: God of Thunder
- 2024: Gladiators – Zurück in der Arena (Gladiators)

## Synchronsprecher
- 2016: Deus Ex: Mankind Divided (Videospiel) als Jim Miller